# Ivan Tsvjetajev
Ivan Vladimirovitj Tsvjetajev (ryska: Иван Владимирович Цветаев), född 16 maj (gamla stilen: 4 maj) 1847, död 12 september (gamla stilen: 30 augusti) 1913 i Moskva, var en rysk filolog och arkeolog.
Tsvjetajev var professor vid Moskvauniversitetet och direktör för Rumjantsovmuseet. Han utgav som doktorsavhandling Sbornik Osskich nadpisej jämte atlasen Sylloge inscriptionum, Oscarum ad archetyporum et librorum fidem (1878), samt författade vidare Inscriptiones Italiæ mediæ dialecticæ (1884) och Inscriptiones Italiæ inferioris dialectorum (1886) samt grundliga studier om bland annat Tanagraskulpturen (1895) och  katakomberna i Rom (1896). 
Asteroiden 8332 Ivantsvetaev är uppkallad efter honom.